# Kamerunski nogometni savez
Kamerunski nogometni savez ((fr.) Fédération camerounaise de football ili kraće FECAFOOT) je najviše tijelo za nogomet u Kamerunu. Savez je osnovan 1959., u FIFA-u je primljen 1962., a u CAF godinu kasnije.

## Lista predsjednika
- 1958. – 1960. : N'Gankou Amos
- 1961. – 1964. : Ibrahim M'Bombo N'Joya
- 1964. – 1968. : ??
- 1968. – 1972. : René Essomba
- 1972. – 1978. : Jean Zoa Amougou
- 1978. – 1985. : Titti
- 1986. – 1988. : Peter N'Tamack Yana
- 1986. – 1988. : Issa Hayatou
- 1988. – 1989. : Jean N'Ji N'Jikam
- 1989. – 1990. : Albert Etotoke
- 1990. – 1993. : Njikam Simon i Pascal Owona
- 1993. – 1996. : Maha Daher
- 1996. – 1998. : Vincent Onana
- 1998. – 2000. : Priveremo predsjeda Mohammed Iya
- od 2000.: Mohammed Iya

## Vanjske poveznice
- Federation Camerounaise de Football